# Déda
Déda (románul Deda, németül Dade vagy Dedals) község Romániában, Maros megyében, Erdélyben.

## Fekvése
Déda a Kelemen-havasok lábánál fekszik, a Maros partján. Fontos szerepet tölt be Románia vasúti közlekedésében. Itt végződik a Szeretfalva–Déda-vasútvonal (CFR 400-as vasútvonal), amelyet a MÁV épített a második bécsi döntés után abból a célból, hogy összekösse a Székelyföldet az anyaországgal.

## Története
Az első írásos említése 1393-ból való. Az 1910-es népszámláláskor 2491 lakosából 361 magyar, 88 német, 1986 román volt. Ebből  140 római katolikus, 170 református, 2013 görögkeleti ortodox volt.
A Trianoni békeszerződés előtt Maros-Torda vármegye Régeni járásához tartozott.

## Lakossága
1992-ben 4383 lakosa volt és 2002-ben 4332, amiből 68 fő magyar, 4001 román, 261 roma és 2 más nemzetiségű volt.

## Látnivalói
- Déda-Bisztra erdő (nemzeti park)
- Az ortodox templom
- Az a ház, ahol Mihai Eminescu kevés időre megpihent.

## Ismert emberek
- Itt született, alkotott és itt hunyt el Márk Alexandra ifjúsági író.